# Cissampelopsis
 Cissampelopsis  Miq., 1856 è un genere di piante angiosperme dicotiledoni della famiglia delle Asteraceae (sottofamiglia Asteroideae).

## Etimologia
L'etimologia del nome del genere deriva da alcune parole greche per indicare una crescita come l'edera e una infiorescenza come gli acini d'uva.
Il nome scientifico del genere è stato definito dal botanico Friedrich Anton Wilhelm Miquel (1811-1871) nella pubblicazione " Flora van Nederlandsch Indie" ( Fl. Ned. Ind. 2(1): 102 ) del 1856.

## Descrizione
Habitus. Le specie di questo genere hanno un habitus di tipo erbaceo perenne o subarbustivo. Le superfici delle piante possono essere sia glabre che pubescenti per peli semplici. Altezza massima delle piante: 3 - 5 metri
Radici. Le radici in genere sono secondarie da rizoma e possono essere fibrose. I rizomi sono striscianti o legnosi.
Fusto. La parte aerea è rampicante, lianosa e decombente; semplice o ramosa. I fusti vecchi sono legnosi.
Foglie. Le foglie cauline, disposte in modo alternato, sono provviste di piccioli prensili. La forma della lamina è intera da ovata o cordata fino a deltoide. I margini sono interi o dentati o seghettati. Le venature (da 3 a 7) sono palmate. La pubescenza varia da quasi glabra a più o meno densamente aracnoide-tomentosa (in particolare sulla superficie inferiore) o ghiandolare.
Infiorescenza. Le sinflorescenze sono composte da più capolini organizzati in formazioni corimbose-panicolate. Le infiorescenze vere e proprie sono formate da un capolino terminale (o ascellare) peduncolato di tipo radiato o discoide. Alla base dell'involucro (la struttura principale del capolino) può essere presente un calice formato da 1 - 5 brattee subulate lineari. I capolini sono formati da un involucro, con forme da cilindriche a strettamente campanulate, composto da diverse brattee, al cui interno un ricettacolo fa da base ai fiori di due tipi: quelli esterni del raggio e quelli più interni del disco. Le brattee (da 8 a 13) sono disposte in modo embricato di solito su una sola serie e possono essere connate alla base. Il ricettacolo è nudo (senza pagliette a protezione della base dei fiori); la forma è piatta e a volte è alveolato.
Fiori.  I fiori (fiori del raggio: da 0 a 8; fiori del disco: da 8 a 20) sono tetra-ciclici (formati cioè da 4 verticilli: calice – corolla – androceo – gineceo) e pentameri (calice e corolla formati da 5 elementi). Sono inoltre ermafroditi, più precisamente i fiori del raggio (quelli ligulati e zigomorfi) sono femminili; mentre quelli del disco centrale (tubulosi e actinomorfi) sono bisessuali.
- Formula fiorale:

*/x K {\displaystyle \infty }, [C (5), A (5)], G 2 (infero), achenio
- Calice: i sepali del calice sono ridotti ad una coroncina di squame.
- Corolla: nella parte inferiore i petali della corolla sono saldati insieme e formano un tubo. In particolare le corolle dei fiori del disco centrale (tubulosi) terminano con delle fauci dilatate a raggiera con cinque lobi. I lobi possono avere una forma da deltoide a triangolare-ovata. Nella corolla dei fiori periferici (ligulati) il tubo si trasforma in un prolungamento da nastriforme a forma lanceolata, terminante più o meno con tre dentelli. Il colore delle corolle è giallo (fiori del raggio), bianco o rosa (fiori del disco).
- Androceo: gli stami sono 5 con dei filamenti liberi. La parte basale del collare dei filamenti può essere dilatata. Le antere invece sono saldate fra di loro e formano un manicotto che circonda lo stilo. Le antere sono provviste di coda; a volte sono presenti delle appendici apicali che possono avere varie forme (principalmente lanceolate). La struttura delle antere è di tipo tetrasporangiato, raramente sono bisporangiate. Il tessuto endoteciale è radiale o polarizzato. Il polline è tricolporato (tipo "helianthoid").[13]
- Gineceo: lo stilo è biforcato con due stigmi nella parte apicale. Gli stigmi sono troncati o ottusi; i peli sono di tipo penicillato. Le superfici stigmatiche sono separate o parzialmente confluenti, oppure continue.  L'ovario è infero uniloculare formato da 2 carpelli.

Frutti. I frutti sono degli acheni con pappo. La forma degli acheni è strettamente oblunga; la superficie è percorsa da diverse coste longitudinali e può essere glabra. Possono essere presenti delle ali o degli ispessimenti marginali. Non sempre il carpoforo è distinguibile. Il pappo è formato da numerose setole snelle, bianche o rossastre.

## Biologia
Impollinazione: l'impollinazione avviene tramite insetti (impollinazione entomogama tramite farfalle diurne e notturne).
Riproduzione: la fecondazione avviene fondamentalmente tramite l'impollinazione dei fiori (vedi sopra).
Dispersione: i semi (gli acheni) cadendo a terra sono successivamente dispersi soprattutto da insetti tipo formiche (disseminazione mirmecoria). In questo tipo di piante avviene anche un altro tipo di dispersione: zoocoria. Infatti gli uncini delle brattee dell'involucro (se presenti) si agganciano ai peli degli animali di passaggio disperdendo così anche su lunghe distanze i semi della pianta. Inoltre per merito del pappo il vento può trasportare i semi anche a distanza di alcuni chilometri (disseminazione anemocora).

## Distribuzione e habitat
Le specie di questo genere sono distribuite in Asia (aree tropicali del sud-est asiatico).

## Tassonomia
La famiglia di appartenenza di questa voce (Asteraceae o Compositae, nomen conservandum) probabilmente originaria del Sud America, è la più numerosa del mondo vegetale, comprende oltre 23.000 specie distribuite su 1.535 generi, oppure 22.750 specie e 1.530 generi secondo altre fonti (una delle checklist più aggiornata elenca fino a 1.679 generi). La famiglia attualmente (2021) è divisa in 16 sottofamiglie; la sottofamiglia Asteroideae è una di queste e rappresenta l'evoluzione più recente di tutta la famiglia.

### Filogenesi
Il genere di questa voce appartiene alla sottotribù Senecioninae della tribù Senecioneae (una delle 21 tribù della sottofamiglia Asteroideae). In base ai dati filogenetici la sottotribù, all'interno della tribù, occupa il "core" della tribù e insieme alla sottotribù Othonninae forma un "gruppo fratello".
I seguenti caratteri sono indicativi per la sottotribù:
- il portamento è molto vario (erbe, arbusti, liane, epifite, alberelli o alberi);
- le foglie sono sia basali che cauline disposte in modo alternato;
- sono presenti capolini sia radiati, disciformi o discoidi;
- le antere sono tetrasporangiate, raramente bisporangiate.

La struttura della sottotribù è molto complessa e articolata (è la più numerosa della tribù con oltre 1.200 specie distribuite su un centinaio di generi) e al suo interno sono raccolti molti sottogruppi caratteristici le cui analisi sono ancora da completare.
Il genere di questa voce fa parte del seguente gruppo di generi: Cissampelopsis, Dauresia, Synotis e Mikaniopsis. Questo gruppo è caratterizzato dall'occupare nell'ambito della sottotrbù, da un punto di vista filogenetico, una posizione fortemente "basale". In particolare  Cissampelopsis e Synotis formano un "gruppo fratello" (incluso probabilmente anche Mikaniopsis) chiamato anche "Synotoid Group" (quest'ultimo gruppo insieme al genere Senecio s.str. e altri generi forma un "gruppo fratello"), mentre il genere Dauresia potrebbe essere "basale" a tutta la sottotribù. "Synotoid Group" (formato da 11 generi) è caratterizzato dalle antere munite di coda con padiglioni auricolari basali sempre sterili. Il cladogramma seguente mostra una possibile configurazione filogenetica di questi generi.
|  | \| \| Cissampelopsis \| \| \| \| \| \| Synotis \| \| \| \| \| \| (?)Mikaniopsis \| \| \| \| |
|  |                                                                                             |
|  | (gruppo di Senecio s.str.)                                                                  |
|  |                                                                                             |
|  | Cissampelopsis                                                                              |
|  |                                                                                             |
|  | Synotis                                                                                     |
|  |                                                                                             |
|  | (?)Mikaniopsis                                                                              |
|  |                                                                                             |

|  | Cissampelopsis |
|  |                |
|  | Synotis        |
|  |                |
|  | (?)Mikaniopsis |
|  |                |

|  | \| \| Cissampelopsis \| \| \| \| \| \| Synotis \| \| \| \| \| \| (?)Mikaniopsis \| \| \| \| |
|  |                                                                                             |
|  | (gruppo di Senecio s.str.)                                                                  |
|  |                                                                                             |
|  | Cissampelopsis                                                                              |
|  |                                                                                             |
|  | Synotis                                                                                     |
|  |                                                                                             |
|  | (?)Mikaniopsis                                                                              |
|  |                                                                                             |

|  | Cissampelopsis |
|  |                |
|  | Synotis        |
|  |                |
|  | (?)Mikaniopsis |
|  |                |

Il genere normalmente viene diviso in due sezioni:
- sect. Buimalia C. Jeffrey & Y. L. Chen: i capolini sono del tipo discoide omogamo; i rami dello stilo sono penicillati con un ciuffo centrale di papille.
- sect. Cissampelopsis: i capolini sono del tipo radiato eterogamo; i rami dello stilo sono penicillati prive di ciuffo.

I caratteri distintivi per le specie del genere  Cissampelopsis sono:
- i piccioli sono prensili;
- i capolini sono del tipo radiato o discoide;
- le antere sono munite di coda con padiglioni auricolari basali;
- l'areale d'origine è Indomalese.

### Elenco delle specie
Questo genere ha 12 specie:
- Cissampelopsis ansteadii (Tadul. & Jacob) C.Jeffrey & Y.L.Chen
- Cissampelopsis buimalia  (Buch.-Ham. ex D.Don) C.Jeffrey & Y.L.Chen
- Cissampelopsis calcadensis  (Ramaswami) C.Jeffrey & Y.L.Chen
- Cissampelopsis corifolia  C.Jeffrey & Y.L.Chen
- Cissampelopsis corymbosa  (Wall. ex DC.) C.Jeffrey & Y.L.Chen
- Cissampelopsis erythrochaeta  C.Jeffrey & Y.L.Chen
- Cissampelopsis glandulosa  C.Jeffrey & Y.L.Chen
- Cissampelopsis quinquesquamata  C.Ren
- Cissampelopsis spelaeicola  (Van.) C.Jeffrey & Y.L.Chen
- Cissampelopsis vivekananthanii  Gopalan & Chithra
- Cissampelopsis volubilis  (Blume) Miq.
- Cissampelopsis walkeri  (Arn.) C.Jeffrey & Y.L.Chen